# Говиайнш
Говиайнш (порт. Gouviães)  —  район (фрегезия) в Португалии,  входит в округ Визеу. Является составной частью муниципалитета  Тарока. Находится в составе крупной городской агломерации Большое Визеу. По старому административному делению входил в провинцию Бейра-Алта. Входит в экономико-статистический  субрегион Доуру, который входит в Северный регион. Население составляет 481 человек на 2001 год. Занимает площадь 2,62 км².
Покровителем района считается Мария Магдалина (порт. Santa Maria Madalena). 